# Dinopsyllus pringlei
Dinopsyllus pringlei är en loppart som beskrevs av Hubbard 1963. Dinopsyllus pringlei ingår i släktet Dinopsyllus och familjen mullvadsloppor. Inga underarter finns listade i Catalogue of Life.